# Zwitserland op de Olympische Winterspelen 1956
Tijdens de Olympische Winterspelen van 1956, die in Cortina d'Ampezzo (Italië) werden gehouden, nam Zwitserland voor de zevende keer deel.

## Medailleoverzicht
| Sport       | Olympiër                                               | Discipline    | Medaille |
| ----------- | ------------------------------------------------------ | ------------- | -------- |
| Alpineskiën | Madeleine Berthod                                      | afdaling (v)  | Goud     |
| Alpineskiën | Renée Colliard                                         | slalom (v)    | Goud     |
| Bobsleeën   | Franz Kapus Gottfried Diener Robert Alt Heinrich Angst | 4-mansbob (m) | Goud     |
| Alpineskiën | Raymond Fellay                                         | afdaling (m)  | Zilver   |
| Alpineskiën | Frieda Dänzer                                          | afdaling (v)  | Zilver   |
| Bobsleeën   | Max Angst Harry Warburton                              | 2-mansbob (m) | Brons    |

## Deelnemers en resultaten

### Alpineskiën
| Olympiër             | Discipline       | Resultaat | Prestatie                    |
| -------------------- | ---------------- | --------- | ---------------------------- |
| Roland Blaesi        | reuzenslalom (m) | 18e       | 3.18,2 (+18,1)               |
| Raymond Fellay       | afdaling (m)     | Zilver    | 2.55,7 (+3,5)                |
| Raymond Fellay       | reuzenslalom (m) | 27e       | 3.23,9 (+23,8)               |
| Raymond Fellay       | slalom (m)       | 11e       | 3.32,1 (+17,4) 1.32,8+1.59,3 |
| Hans Forrer          | afdaling (m)     | 13e       | 3.08,0 (+15,8)               |
| Martin Julen         | reuzenslalom (m) | 19e       | 3.18,5 (+18,4)               |
| Martin Julen         | slalom (m)       | dq        | diskwalificatie              |
| René Rey             | slalom (m)       | 10e       | 3.27,7 (+13,0) 1.34,1+1.53,6 |
| Andreas Ruedi        | afdaling (m)     | dq        | diskwalificatie              |
| Georges Schneider    | reuzenslalom (m) | 17e       | 3.17,3 (+17,2)               |
| Georges Schneider    | slalom (m)       | 5e        | 3.22,6 (+7,9) 1.29,0+1.53,6  |
| Roger Staub          | afdaling (m)     | 4e        | 2.57,1 (+4,9)                |
|                      |                  |           |                              |
| Hedi Beeler          | afdaling (v)     | 25e       | 1.54,0 (+13,3)               |
| Hedi Beeler          | reuzenslalom (v) | dq        | diskwalificatie              |
| Hedi Beeler          | slalom (v)       | 15e       | 2.05,1 (+12,8) 1.01,9+1.03,2 |
| Madeleine Berthod    | afdaling (v)     | Goud      | 1.40,7                       |
| Madeleine Berthod    | reuzenslalom (v) | 4e        | 1.58,3 (+1,8)                |
| Madeleine Berthod    | slalom (v)       | 17e       | 2.08,3 (+16,0) 1.09,6+58,7   |
| Renée Colliard       | slalom (v)       | Goud      | 1.52,3 55,6+56,7             |
| Frieda Dänzer        | afdaling (v)     | Zilver    | 1.45,4 (+4,7)                |
| Frieda Dänzer        | reuzenslalom (v) | 11e       | 2.00,9 (+4,4)                |
| Frieda Dänzer        | slalom (v)       | 10e       | 1.58,9 (+6,6) 59,2+59,7      |
| Rosmarie Reichenbach | afdaling (v)     | 15e       | 1.51,6 (+10,9)               |
| Annemarie Waser      | reuzenslalom (v) | 14e       | 2.02,3 (+5,8)                |

### Bobsleeën
| Olympiër                                               | Discipline                   | Resultaat | Prestatie                                               |
| ------------------------------------------------------ | ---------------------------- | --------- | ------------------------------------------------------- |
| Max Angst Harry Warburton                              | 2-mansbob (m) Zwitserland I  | Brons     | 5.37,46 (+7,32) (1.24,71 / 1.23,81 / 1.24,27 / 1.24,67) |
| Franz Kapus Heinrich Angst                             | 2-mansbob (m) Zwitserland II | 7e        | 5.40,11 (+9,97) (1.24,74 / 1.24,50 / 1.24,70 / 1.26,17) |
| Franz Kapus Gottfried Diener Robert Alt Heinrich Angst | 4-mansbob (m) Zwitserland I  | Goud      | 5.10,44 (1.18,00 / 1.17,19 / 1.17,09 / 1.18,16)         |
| Max Angst Aby Gartmann Harry Warburton Rolf Gerber     | 4-mansbob (m) Zwitserland II | 4e        | 5.14,27 (+3,83) (1.17,41 / 1.17,85 / 1.18,68 / 1.20,33) |

### Kunstrijden
| Olympiër       | Discipline | Resultaat | Prestatie                 |
| -------------- | ---------- | --------- | ------------------------- |
| François Pache | mannen     | 11e       | pc. 95,0; 139,350 punten  |
| Hans Müller    | mannen     | 12e       | pc. 112,0; 135,280 punten |
| Karin Borner   | vrouwen    | 16e       | pc. 171,0; 141,690 punten |
| Alice Fischer  | vrouwen    | 18e       | pc. 203,0; 137,690 punten |

### Langlaufen
| Olympiër                                                  | Discipline            | Resultaat | Prestatie                                       |
| --------------------------------------------------------- | --------------------- | --------- | ----------------------------------------------- |
| Armand Genoud                                             | 30 km (m)             | 41e       | 2:01.05 (+16.59)                                |
| Erwin Hari                                                | 15 km (m)             | 38e       | 55.06 (+5.27)                                   |
| Marcel Huguenin                                           | 30 km (m)             | 25e       | 1:54.36 (+10.30)                                |
| André Huguenin                                            | 30 km (m)             | 34e       | 1:58.40 (+14.34)                                |
| André Huguenin                                            | 50 km (m)             | 27e       | 3:31.04 (+40.37)                                |
| Fritz Kocher                                              | 30 km (m)             | 27e       | 1:55.18 (+11.12)                                |
| Victor Kronig                                             | 15 km (m)             | 33e       | 54.43 (+5.04)                                   |
| Alfred Kronig                                             | 50 km (m)             | 24e       | 3:23.21 (+32.54)                                |
| Michel Rey                                                | 15 km (m)             | 36e       | 55.05 (+5.26)                                   |
| Christian Wenger                                          | 50 km (m)             | 18e       | 3:17.49 (+27.22)                                |
| Fritz Zurbuchen                                           | 50 km (m)             | 19e       | 3:19.42 (+29.15)                                |
| Werner Zwingli                                            | 15 km (m)             | 20e       | 53.40 (+4.01)                                   |
| Werner Zwingli Victor Kronig Fritz Kocher Marcel Huguenin | 4x10 km estafette (m) | 7e        | 2:24.30 (+9.00) (36.24 / 36.50 / 35.17 / 35.59) |

### Schaatsen
| Olympiër      | Discipline | Resultaat | Prestatie      |
| ------------- | ---------- | --------- | -------------- |
| Erich Kull    | 500 m (m)  | 40e       | 44,3 (+4,1)    |
| Erich Kull    | 1500 m (m) | 46e       | 2.21,7 (+13,1) |
| Jürg Rohrbach | 1500 m (m) | 46e       | 2.21,7 (+13,1) |
| Jürg Rohrbach | 5000 m (m) | 39e       | 8.39,5 (+50,8) |

### Schansspringen
| Olympiër        | Discipline | Resultaat | Prestatie                  |
| --------------- | ---------- | --------- | -------------------------- |
| Andreas Däscher | mannen     | 6e        | 219,5 punten (82,0+82,0 m) |
| Conrad Rochat   | mannen     | 40e       | 177,0 punten (68,5+68,5 m) |
| Francis Perret  | mannen     | 45e       | 168,5 punten (66,0+64,0 m) |

### IJshockey
| Olympiër | Discipline | Resultaat | Prestatie |
| --- | ---------- | --------- | --- |
| Christian Conrad Martin Riesen Kurt Peter Georg Riesch Émile Golaz Rudolf Keller Sepp Weingärtner Paul Hofer Hans Ott Franz Berry Hans Pappa Fritz Naef Emil Handschin Bernhard Bagnoud Walter Keller Rätus Frei Otto Schläpfer | mannen     | 9e        | voorronde groep C: 5 - 6 Zwitserland - Zweden 3 - 10 Zwitserland - Sovjet-Unie plaatsingsronde 7e t/m 10e plaats: 7 - 4 Zwitserland - Oostenrijk 2 - 6 Zwitserland - Polen 3 - 8 Zwitserland - Italië |

Australië · België · Bolivia · Bulgarije · Canada · Chili · Duits eenheidsteam · Finland · Frankrijk · Griekenland · Groot-Brittannië · Hongarije · IJsland · Iran · Italië · Japan · Joegoslavië · Libanon · Liechtenstein · Nederland · Noorwegen · Oostenrijk · Polen · Roemenië ·  Sovjet-Unie · Spanje · Tsjecho-Slowakije · Turkije · Verenigde Staten · Zuid-Korea · Zweden · Zwitserland